# Escuela Deportiva Municipal de Fútbol Churra
La Escuela Deportiva Municipal de Fútbol Churra, EDMF Churra es un club de fútbol situado en la pedanía de Churra, Murcia. Fue fundado en 2009 y actualmente compite en la Preferente Autonómica de Murcia, disputando sus partidos en el Campo Municipal de Churra.

## Historia
La Escuela Municipal de Fútbol de Churra, EMDF Churra, fue fundada en el año 2009. Inscrito en Segunda Autonómica de Murcia consiguió el ascenso a Primera Autonómica de Murcia al acabar como 2.º clasificado. Dos temporadas después subiría una categoría más, a Preferente Murciana. En la temporada 14/15, el conjunto murciano llegaría a Tercera División. Los verdes se mantuvieron en la categoría nacional hasta el año 2.021 que se produjo su descenso a Preferente Autonómica. Hasta ese momento llegaron a disputar dos playoff de ascenso a Segunda División B consecutivos. En la temporada 21/22 se disputaron el play of de ascenso a Tercera RFEF, cayendo eliminado en primera ronda 1-2 frente al CD Algar

## Trayectoria histórica
| Temporada | Categoría             | Posición | Copa del Rey | Copa RFEF    | Copa FFRM      |
| --------- | --------------------- | -------- | ------------ | ------------ | -------------- |
| 2009/10   | Segunda Autonómica    | 2.º      | No participó | No participó | No participó   |
| 2010/11   | Primera Autonómica    | 6.º      | No participó | No participó | No participó   |
| 2011/12   | Primera Autonómica    | 5.º      | No participó | No participó | No participó   |
| 2012/13   | Preferente Autonómica | 18.º     | No participó | No participó | No participó   |
| 2013/14   | Primera Autonómica    | 1.º      | No participó | No participó | No participó   |
| 2014/15   | Preferente Autonómica | 4.º      | No participó | No participó | No participó   |
| 2015/16   | Tercera División      | 12.º     | No participó | No participó | No participó   |
| 2016/17   | Tercera División      | 14.º     | No participó | No participó | No participó   |
| 2017/18   | Tercera División      | 4.º      | No participó | No participó | No participó   |
| 2018/19   | Tercera División      | 4.º      | No participó | No participó | No participó   |
| 2019/20   | Tercera División      | 13.º     | No participó | No participó | Por determinar |
| 2020/21   | Tercera División      | 10.º     | No participó |              |                |
| 2021/22   | Preferente Autonómica | 3.º      | No participó |              |                |
| 2022/23   | Preferente Autonómica | 3.º      | No participó |              |                |
| 2023/24   | Preferente Autonómica | 13.º     | No participó |              |                |